# أكرم بغرا آقنجي
أكرم بُغرا آقنجي (مواليد 1966) أكاديمي تركي وأستاذ تاريخ القانون التركي والشريعة الإسلامية، وهو حاليًا عضو كلية الحقوق بجامعة مرمرة.

## حياته
تخرج آقنجي من كلية الحقوق بجامعة أنقرة عام 1987، وأكمل تدريبه المهني للمحاماة عام 1988، وحصل على درجة الماجستير في القانون عام 1991. وفي عام 1996، حصل على درجة الدكتوراه في القانون من كلية الحقوق في جامعة إسطنبول. في عام 1999، أصبح آقنجي أستاذًا مشاركًا في تاريخ القانون من خلال أطروحته حول المحاكم العثمانية، وفي عام 2005 عُيِّن أستاذًا متفرغًا.
عمل آقنجي باحثًا في الجامعة الأردنية في عمان بين عامي 1992 و1993، كما عمل في كليتي الحقوق في أنقرة وأرزنجان. يتحدث الإنجليزية والعربية إلى جانب لغته الأم.

## كتبه
- الرقابة على قرارات المحاكم في القانون العثماني (2001)
- الشريعة الإسلامية والشرائع السابقة (2003)
- المحاكم العثمانية (2004)
- أصول التغيير في الشريعة الإسلامية (2005)
- الشريعة الإسلامية (2006)
- تاريخ الشريعة الإسلامية (2006)
- القوانين الكلية لسرگيز قاراقوچ (2006)
- أحمد جودت باشا ومجلة الأحكام العدلية (2008)
- القانون العثماني (2008)
- قصة القانون (2011)
- لكن أي عثماني/ أي عثماني (2013)
- انهيار الدولة العثمانية (2014)
- الأسرة العثمانية في المنفى (2015)
- إرث تُرك للدولة العثمانية (2016)
- السيد عبد الحكيم الآرواسي بحياته وذكرياته (2017)
- ستة أشهر مع بهيجة سلطان آخر زوجة السلطان عبد الحميد (2017)
- قاموس ديني مع نصوص أمثلة مشروحة (2018)
- عمر على طريق السعادة الأبدية - حسين حلمي إيشيك (2018)
- رسائل تذكارية - حسين حلمي إشيك (2018)
- الختم العثماني إلى إسطنبول (2020)
- أتراك من آسيا إلى أوروبا (2020)
- ذكريات مع حسين حلمي إشيك أفندي (2022)
- لزوم الالتزام بالمذاهب الأربعة في الفقه الإسلامي (2022)